# 동두천고등학교
동두천고등학교(東豆川高等學校)는 대한민국 경기도 동두천시 생연동에 있는 사립 고등학교이다.

## 학교 연혁
- 1959년 12월 9일 : 학교법인 청룡학회 설립인가
- 1960년 3월 2일 : 동두천 중학교 개교운영
- 1962년 1월 29일 : 동두천 고등학교 3학급 설치인가
- 1963년 3월 2일 : 경기도 동두천시 생연1동 산 44번지 개교
- 1963년 3월 2일 : 초대 원종구 교장 취임
- 1972년 12월 6일 : 동두천 종합 고등학교로 교명 변경
- 1985년 11월 7일 : 학칙변경 상과 3학급 개편, 보통과 3학급 증설 (보통과 12학급, 상과 3학급 계 15학급)
- 1986년 10월 15일 : 동두천 고등학교로 교명 변경
- 1996년 3월 8일 : 학교법인 청룡학원으로 법인명칭 변경
- 1996년 12월 26일 : 우보학당(특별도서실) 신축개관
- 1999년 10월 25일 : 2000학년도 고등학교 학칙변경 인가(남녀공학)
- 2008년 9월 20일 : 영어전용교실 개관
- 2010년 2월 17일 : 본관건물 리모델링 공사완료
- 2011년 8월 18일 : 급식소 리모델링 완료
- 2019년 3월 4일 : 제20대 최정희 교장 취임
- 2022년 1월 7일 : 제57회 졸업식(졸업생 142명) 총 졸업생수 10,274명
- 2022년 3월 2일 : 2022학년도 신입생 입학(135명)

## 참고 자료
- 동두천고등학교 - 한국교육학술정보원 학교알리미